# Xime
Xime é um filme guineense-neerlandês do género drama, realizado e escrito por Sana Na N'Hada e Joop van Wijk. Estreou-se nos Países Baixos a 9 de novembro de 1995.

## Elenco
- José Tamba como Bedan
- Justino Neto como Raul
- Aful Macka como Iala
- Etelvina Gomes como N'dai
- Juan Tajes como Cunha
- Daniel Smith
- Jacqueline Camará
- Saene Nanque
- Namba Na Nfadan

## Reconhecimentos
| Ano  | Prémios                                             | Categorias                                                  | Destinatários e nomeados | Resultado | Referências |
| ---- | --------------------------------------------------- | ----------------------------------------------------------- | ------------------------ | --------- | ----------- |
| 1994 | Festival de Cannes                                  | Un certain regard                                           | Xime                     | Indicado  | [ 3 ]       |
| 1994 | Festival Internacional de Cinema de Amiens          | Prémio Especial do Júri                                     | Xime                     | Venceu    | [ 4 ]       |
| 1995 | Festival Internacional do Primeiro Filme de Annonay | Prémio Especial do Júri                                     | Xime                     | Venceu    | [ 5 ]       |
| 1995 | Vues d'Afrique — Jornadas do Cinema Africano        | Prémio de Comunicação Intercultural - Melhor longa-metragem | Xime                     | Venceu    | [ 6 ]       |